# 곽영 (547년)

포성공공 곽영(蒲城恭公 郭榮, 547년 ~ 614년)은 북주 ~ 수나라의 군인으로, 자는 장영(長榮)이며 화주(華州) 화음현(華陰縣) 사람이다. 본관은 태원군을 자칭하였다.

## 생애

### 북주연간
곽휘(郭徽)의 아들로 태어났다. 북주의 대총재(大冢宰) 우문호의 부름을 받고 측근으로 섬겼다. 우문호에게 그 성실함을 높이 사서 중외부(中外府) 수조참군(水曹參軍)에 발탁되었다. 이 무렵, 북제가 북주를 자주 침입하자, 우문호는 곽영에게 명하여 분주(汾州, 지금의 산서성 임분시)로 나가서 북제의 동향을 살피게 하였다. 분주와 요양진(姚襄鎭) 사이가 멀어 서로 구원할 수 없었으므로 곽영은 분주와 요양진 사이에 성을 하나 더 쌓아 북제군의 침공에 대비할 것을 건의하였고, 우문호는 이에 동의하였다. 북제의 장군 단소(段韶)가 분주와 요양진을 공격하여 함락시켰으나, 곽영이 짓게 한 성은 함락되지 않았다. 우문호는 황하에 부교를 놓아 군대를 도하시키고 단소와 싸웠다. 단소가 상류에 뗏목을 놓아 부교를 파괴하려 하자, 우문호는 곽영에게 명하여 뗏목을 걷어내게 하였다. 곽영은 이 전공으로 대도독(大都督)에 임명되었다.
한편, 계호의 반항에 고민하던 우문호는 곽영에게 이 문제에 대응하게 하였다. 곽영은 상군과 연안에 주창(周昌)·홍신(弘信)·광안(廣安)·초원(招遠)·함녕(咸寧)의 5성을 쌓아 중요한 길목들을 장악하였다. 결국 계호는 북주 국경을 침범하지 못하게 되었다.
572년 무제가 친정(親政)을 시작하면서 곽영은 선납중사(宣納中士)에 임명되었다. 이후 곽영은 무제를 따라 북제를 공격하였고, 그 전공으로 평양현남에 봉해지고 사수대부(司水大夫)로 전임되었다.
곽영은 양견과 친했고, 양견도 찬탈의 뜻을 곽영에게 털어놓았다. 580년 선제가 사망하고 양견이 북주의 정권을 장악하자 곽영은 상부(相府) 악조참군(樂曹參軍)에 임명되었다. 또 본 관직 그대로 번부대부(蕃部大夫)를 겸임하였다.

### 수문제연간
581년 수나라가 건국되자, 곽영은 중앙으로 소환되어 내사사인(內史舍人)이 되었다. 작위는 포성현공으로 올랐고, 상의동(上儀同)의 직위가 추가되었다. 이후 그는 통주(通州, 지금의 사천성 달주시)자사로 전임되었다. 인수 연간(601년 ~ 604년) 초에 서남 일대의 소수민족들이 수나라에 반항하자, 곽영은 8주제군사(八州諸軍事)·행군총관을 겸임하여 군대를 이끌고 가서 반란을 평정하였다.

### 수양제연간
604년 수양제가 즉위하자, 곽영은 조정으로 들어와서 무후(武候)표기장군이 되었다. 수년 후, 검안군의 수령 전라구(田羅駒)가 청강(淸江)에서 반란을 일으키자, 이릉의 군민(郡民)들 중에 이에 호응하는 자들이 대량으로 속출하였다. 곽영은 이 반란을 평정하였다. 이후 그는 좌후위(左候衛)장군으로 전임되었다.
609년 곽영은 양제의 토욕혼 원정에 종군하여 은청광록대부(銀靑光祿大夫)에 서임되었다.
611년 곽영은 좌광록대부(左光祿大夫)에 올랐다.
612년 곽영은 양제의 고구려 원정에 반대하는 상소를 올렸으나, 양제는 이를 받아들이지 않았다. 결국 그는 양제의 고구려 원정에 종군하였다. 이때 그는 요동성 공격전에서 스스로 화살과 돌을 맞아가면서 밤낮으로 갑옷을 벗지 않고 100여일 동안 싸웠다. 이 때문에 양제는 그를 칭찬하였다.
613년 곽영은 우후위(右候衛)대장군에 임명되었다. 양제는 여러 신하들 앞에서 "충성스러운 마음이 지극히 순수한 것으로 곽영과는 견줄 사람도 없다"며 그를 칭찬하였다. 그 후, 양현감의 난이 일어나자, 양제는 곽영으로 하여금 태원으로 돌아가 그곳을 지키게 하였다.
614년 곽영은 양제를 따라 유성(柳城, 지금의 요녕성 조양시 조양현)에 도착하였으나, 병에 걸려 회원진(懷遠鎭, 지금의 요녕성 심양시 요중구)에서 사망하였다. 향년 68세. 그는 사후 병부상서에 추증되었으며, 공(恭)이라는 시호를 받았다.

## 친족 관계
곽영에게는 곽경선(郭敬善)·곽복선(郭福善) 두 아들이 있었다. 당나라 중기의 명장 곽자의는 곽영의 삼촌 곽진(郭進)의 6대손이었다.

## 참고 문헌
- 《수서》, 권50.
- 《북사》, 권75.